# Tisovica
Tisovica (makedonska: Тисовица) är ett samhälle i Nordmakedonien.   Det ligger i kommunen Zelenikovo, i den centrala delen av landet, 21 kilometer söder om huvudstaden Skopje. Tisovica ligger 631 meter över havet och antalet invånare är 120.